# Lego Dimensions
Lego Dimensions é um jogo eletrônico de ação e aventura com temática de Lego desenvolvido pela Traveller's Tales e publicado pela Warner Bros. Interactive Entertainment, para PlayStation 4, PlayStation 3, Wii U, Xbox One e Xbox 360. O jogo segue o formato toys-to-life, onde o jogador
põe as estatuetas dos personagens em uma base para "transportá-los" para um ambiente com mais de 30 franquias diferentes. O Pacote Inicial, contendo o jogo, a base USB e três minifiguras, foi lançado em setembro de 2015, enquanto os pacotes de níveis e personagens adicionais foram lançados nos dois anos seguintes. Um terceiro ano de conteúdo foi planejado, mas foi cancelado em outubro de 2017.

## Jogabilidade
Lego Dimensions apresenta a mesma jogabilidade dos jogos Lego anteriores desenvolvidos pela Traveller's Tales, nos quais até dois jogadores controlam minifiguras Lego baseadas em várias franquias representadas. Os jogadores progridem através de níveis lineares, usando as habilidades de seus personagens para resolver quebra-cabeças, derrotar inimigos e tentar chegar ao final do nível. Os personagens são inseridos no jogo colocando suas respectivas minifiguras em uma base USB, com cada personagem possuindo habilidades únicas que podem ser usadas para resolver quebra-cabeças ou alcançar áreas escondidas. Usar um personagem de uma determinada franquia também desbloqueará o "Adventure World" dessa franquia, uma área de mundo aberto para os jogadores explorarem e completarem os objetivos do jogo.
O Pacote Inicial inclui a base e a história principal com 14 níveis, que gira em torno de Batman, Gandalf e Megaestilo, enquanto o resto dos níveis são disponibilizados através da compra de pacotes adicionais. Além das minifiguras, os jogadores também podem construir modelos de veículos, como o Batmóvel, a TARDIS, a Máquina Mistério ou o DeLorean, e colocá-los no jogo para os personagens pilotá-los. Completar objetivos nos níveis e nos mundos recompensará os jogadores com tijolos dourados, que podem ser usados para atualizar veículos e dar-lhes novas habilidades. Cada mundo também possui um tijolo vermelho que desbloqueia um bônus especial, como modificadores visuais para personagens ou assistência extra para encontrar outros itens colecionáveis. Ao contrário de franquias como Skylanders, Disney Infinity e Amiibo, as minifiguras, os veículos e até a base USB são todos feitos de peças reais de Lego e podem ser construídos e personalizados livremente.
Todas as minifiguras e veículos podem ser usados em qualquer nível disponível, embora figuras específicas devam estar presentes para entrar inicialmente nesses mundos. Um recurso adicional chamado "Contrate um Herói" foi adicionado logo após o lançamento do jogo; esse recurso permite que os jogadores paguem na moeda do jogo para convocar temporariamente personagens que não possuem para completar um quebra-cabeça inacessível. O segundo ano de conteúdo do jogo também introduziu o multiplayer competitivo na forma de Battle Arenas, permitindo que até quatro jogadores compitam em modos como Capture a Bandeira. Tijolos dourados podem ser usados para comprar novos power-ups para as arenas. Certos pacotes também incluem recursos exclusivos; por exemplo: O pacote Midway Arcade permite ao jogador emular 20 títulos de arcade da Midway, enquanto o pacote Teen Titans Go! desbloqueia um episódio exclusivo da série com tema Lego que pode ser assistido no jogo.

## Enredo
Chegando na Fundação Prime, um planeta metamorfo localizado no centro do multiverso Lego, Lorde Vortech (Gary Oldman), um ser que tem o poder de se metamorfosear e viajar pelas dimensões, e seu lacaio robô X-PO (Joel McHale), buscam os doze Elementos Fundamentais, as pedras angulares do tempo e espaço, em uma tentativa de fundir todas as dimensões em uma sob o controle de Vortech. Esses elementos, incluindo os sapatinhos de rubi, o Anel de Sauron, o capacitor de fluxo, o Palantír, o medidor PKE e a criptonita, foram espalhados pelas dimensões há muito tempo; mas se forem reunidos no palácio da Fundação Prime poderão desbloquear a Fundação, um artefato que concede ao usuário o poder de controlar todas as dimensões. Quando X-PO expressa suas dúvidas sobre a trama de seu mestre, Vortech decide que não precisa mais dele e o bane para o vazio dimensional Vorton, ignorando o aviso de X-PO de que é muito perigoso unir todos os elementos. Infelizmente para Vortech, seu próprio corpo não pode lidar com muitos saltos dimensionais, forçando-o a abrir vórtices para as diferentes dimensões e recrutar seus vilões para ajudá-lo a procurar os elementos enquanto aprisiona os heróis puxados por eles. Essas ações danificam os limites entre as dimensões, fazendo com que elas se fundam e os personagens sejam deslocados.
Quando Robin (Scott Menville), Frodo (Elijah Wood) e Barba de Ferro (Nick Offerman) são puxados pelos vórtices, cada um sem saber de posse de um dos elementos, Batman (Troy Baker), Gandalf (Tom Kane) e Megaestilo (Elizabeth Banks) pulam atrás deles. Os três são puxados para o mesmo vórtice e aparecem em Vorton, onde o gerador do vórtice por onde saíram explode, levando-os a reconstruí-lo. Auxiliados por X-PO, os três usam a máquina para viajar pelas dimensões enquanto procuram os Elementos da Fundação e as cinco Pedras-chave que alimentam o gerador (Shift, Chroma, Elemental Phase, Scale e Locate) na esperança de encontrar seus amigos e frustrar o plano de Vortech. Ao longo de sua jornada, eles conhecem e auxiliam os vários heróis das dimensões que visitam, como Dorothy Gale (Laura Bailey), Homer Simpson (Dan Castellaneta), Dr. Emmett Brown (Christopher Lloyd), Wheatley (Stephen Merchant) e Scooby-Doo (Frank Welker) enquanto lutam contra vários vilões, incluindo a Bruxa Malvada do Oeste (Courtenay Taylor), Senhor Negócios (Nolan North), Coringa (Christopher Corey Smith), Mestre Chen (William Salyers), Saruman, o Branco (Roger L. Jackson), Daleks (Nicholas Briggs), Lex Luthor (Travis Willingham), Charada (Roger Craig Smith), Duas-Caras (Baker), Sauron (Steve Blum), General Zod (North), bem como o próprio Vortech duas vezes. No entanto, Vortech eventualmente percebe que X-PO está ajudando-os. Os heróis viajam para a Fundação Prime para encontrar seus amigos e lutar contra Vortech, mas acaba sendo uma armadilha, permitindo que seus lacaios se infiltrem em Vorton e roubem os Elementos do trio em sua ausência. Com todos os elementos coletados, Vortech desbloqueia a Fundação de Todas as Dimensões (que é uma placa de Lego verde) e é imbuído de poder quase ilimitado. Ele funde Robin, Frodo, Barba de Ferro e uma parte de si mesmo em um mutante gigante conhecido como Tri (Menville, Wood e Offerman) e o envia para causar estragos nas dimensões dos heróis. Temendo que Vortech também os transforme em mutantes, seus lacaios o abandonam.
Os heróis libertam seus amigos de dentro do Tri e destroem a parte de Vortech, destruindo o mutante. Após a derrota de Tri, Batman percebe que eles precisarão de toda a ajuda que puderem para derrotar Vortech, levando-os a recrutar o Décimo Segundo Doutor (Peter Capaldi), a Mistério S.A., os Caça-Fantasmas, a nave espacial Defender e GLaDOS (Ellen McLain) à sua causa. Enquanto o Doutor, GLaDOS e X-PO trabalham em um plano para selar Vortech em um loop dentro dos vórtices, os heróis vão para a Fundação Prime, enfrentando-o ao longo do caminho. Com a ajuda de seus aliados, eles são capazes de neutralizar a Fundação de Todas as Dimensões, causando o colapso do palácio da Fundação Prime, enfurecendo Vortech. Ele cresce para um tamanho enorme e ataca o trio, mas o Doutor é capaz de manipular a tecnologia do portal e suga todos eles para dentro da fenda. Usando dispositivos especiais que ele, GLaDOS e X-PO projetaram, os heróis são capazes de selar Vortech em uma prisão interminável por toda a eternidade, salvando o multiverso.
Em uma cena pós-créditos, uma figura desconhecida encontra um pedaço do corpo de Vortech nas ruínas do palácio. Ele o pega e instantaneamente se corrompe, gritando de dor enquanto se converte em um ser Vorton. A risada de Vortech é ouvida quando a cena desaparece, sugerindo que a figura foi transformada em outra versão de Vortech.

### Franquias
O jogo apresenta personagens e cenários de trinta franquias diferentes, consistindo em:
- Hora de Aventura
- Esquadrão Classe A
- De Volta Para o Futuro
- Os Fantasmas se Divertem
- DC Comics
- Doctor Who
- E.T. the Extra-Terrestrial
- Animais Fantásticos e Onde Habitam
- Os Caça-Fantasmas
- Os Caça-Fantasmas (2016)
- Os Goonies
- Gremlins
- Harry Potter
- Jurassic World
- Super Máquina
- Legends of Chima
- Lego Batman: o Filme
- Lego City
- Uma Aventura Lego
- Senhor dos Anéis
- Midway Arcade
- Missão: Impossível
- Ninjago
- Portal
- As Meninas Super Poderosas
- Scooby-Doo
- Os Simpsons
- Sonic The Hedgehog
- Jovens Titãs em Ação
- O Mágico de Oz

O jogo também apresenta personagens e cenários de outras franquias, incluindo HAL 9000 da série Space Odyssey, S.T.A.R. Labs de The Flash da CW, Bedrock de The Flintstones, a casa de The Jetsons e a nave DNA de Red Dwarf. Ao contrário de outras franquias do mesmo gênero, como Skylanders e Disney Infinity, Lego Dimensions permite que todas as figuras sejam compatíveis com o título existente, em vez de lançar uma sequência.